# المسيحية والطب

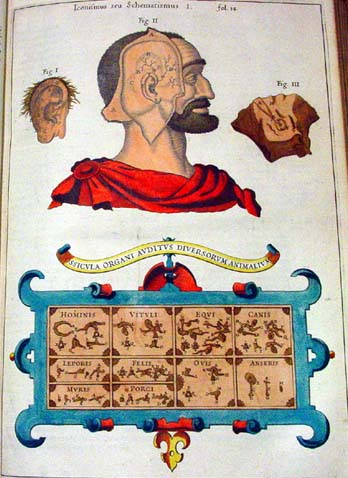
صورة لتشريح أذن إنسان، بقرة، كلب، حصان، نمر، قط، وفئران، خنزير وخروف واوز هو موضح للعالم والراهب الألماني أثانيسيوس كيرتشر.

العلاقة بين المسيحية والطب تعود إلى عصور المسيحية المبكرة إذ كان للمفاهيم المسيحية من الرعاية ومساعدة المرضى دور في تطوير الأخلاق الطبية. أنشأت الكنيسة الكاثوليكية نظام المستشفيات في أوروبا في العصور الوسطى والتي تطورت بشكل كبير على أساس دور الرعاية الرومانية الفاليتوديناريا. وقامت الكنيسة بإنشاء المستشفيات لتلبية «احتياجات الفئات الاجتماعية المهمشة بسبب الفقر والمرض والسن»، وفقاً لمؤرخ المستشفيات غونتر ريس.
تعدّ الكنيسة الكاثوليكية في العصر الحديث أكبر مزود غير حكومي للرعاية الصحية في العالم. في عام 2010 أعلن المجلس البابوي للكنيسة الكاثوليكية أن الكنيسة تدير 26% من مرافق الرعاية الصحيّة في العالم، والتي تشمل شبكة واسعة من المستشفيات والعيادات ودور الأيتام والصيدليات ومراكز لمعالجة ذوي الجذام. العديد من المؤسسات الكاثوليكية كانت مسؤولة عن تأسيس وتشغيل شبكات واسعة من المستشفيات في مختلف أنحاء العالم والتي لها دور في تقّدم الأبحاث الطبيّة.
ساهم العديد من كل من رجال الدين والعلمانيين المسيحيين في المجال الطبي وكان لهم دورًا رائدًا في تطوير الطب الحديث، وقد ترك العدد منهم بصمة هامة في تاريخ الطب، كما ذكر كتاب ذكرى 100 عام لجائزة نوبل أنَّ حوالي (62%) من مجمل الحاصلين على جوائز نوبل في الطب بين عام 1901 وعام 2000 من المسيحيين.

## تاريخ

### المسيحية المبكرة

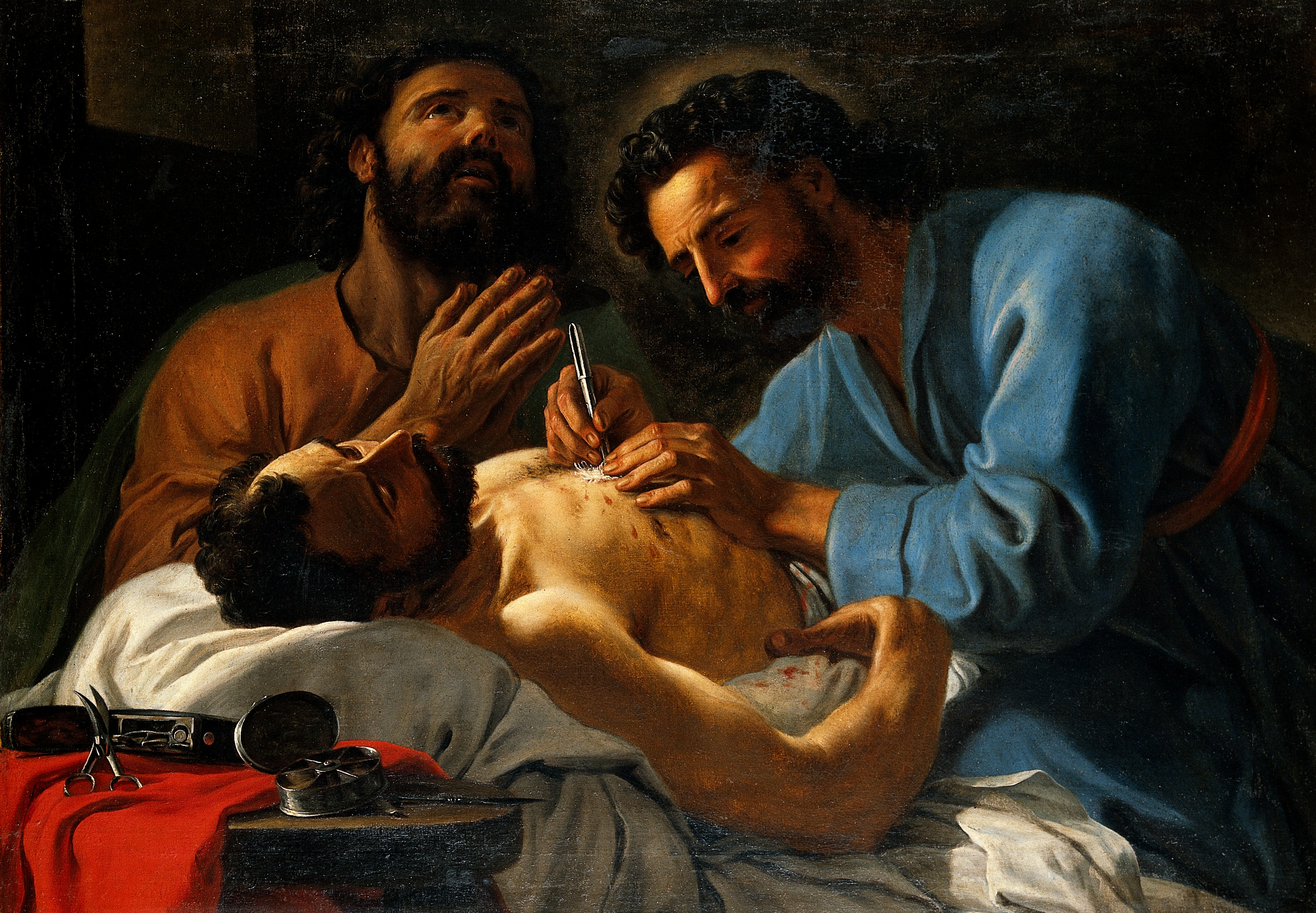
رسمة للقديسين قزما ودميان شفعيّ الأطباء في الكنيسة الكاثوليكية يقومان بعملية زراعة الأعضاء.

الكنيسة، منذ العصور القديمة، شاركت بشكل كبير في دراسة وتوفير الأدوية، وأهتم المسيحيون الأوائل في رعاية المرضى والعجزة، وعمل الكثير من الكهنة أيضًا في كثير من الأحيان كأطباء. أعطى تركيز المسيحية على العمل الخيري إلى تطوير منهجية التمريض والمستشفيات وذلك في وقت مبكر من
انتهاء اضطهاد المسيحيين.
قاد إعلان المسيحية كديانة رسمية في الإمبراطورية الرومانية إلى التوسع في توفير الخدمات والرعاية الاجتماعية. بعد مجمع نيقية في عام 325 تم بناء في كل مدينة مستشفى قرب الكاتدرائية. ومن أوائل المستشفيات التي اقيمت كانت من قبل الطبيب القديس سامبسون في القسطنطينية، وباسيل أسقف قيصرية في تركيا المعاصرة. وقد بنى باسيل مدينة دعيت «بباسيلاس»، وهي مدينة شملت مساكن للأطباء والممرضين ومبان منفصلة لفئات مختلفة من المرضى. وكان هناك قسم منفصل لمرضى الجذام. بعض المستشفيات حوت على مكتبات وبرامج تدريب، وجمع الأطباء دراستهم الطبية والدوائية في مخطوطات حفظت في مكتباتها. وبالتالي ظهرت الرعاية الطبية للمرضى في معنى ما نعتبره اليوم المستشفى، وكان يقودها الكنيسة الأرثوذكسية والاختراعات والابتكارات البيزنطية واعمال الرحمة المسيحية.
خلال هذه الفترة ظهر عدد من القديسيين ممن ارتبطت أسماءهم بالطب مثل القديسين قزما ودميان شفعيّ الأطباء والقديس فيتوس ونيكولا وكانوا أيضًا أطباء. وكان لبعض من آباء الكنيسة وملفانتها مساهمة ملحظوظة في العلوم الطبية يذكر منهم ترتليان، إكليمندس الإسكندري، القديس إيزيدور من إشبيلية والقديس بندكت النيرسي الذي أكدّ على أهمية الطب كوسيلة مساعدة لتوفير الضيافة.

### العصور الوسطى

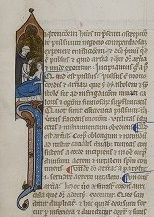
طبيب من الرهبنة الدومينيكانية يقوم بقياس النبض. مخطوطة من جامعة بنسلفانيا.

خلال العصور الوسطى حافظت الكنيسة على المخطوطات الطبية الكلاسيكية، وتحولت أديرة العصور الوسطى إلى مستشفيات ومراكز صحية. كان الأطباء والممرضات في هذه المؤسسات الرهبانيات والجماعات الدينية إضافة إلى كونهم أطباء، وتخصصت عدد من المؤسسات والرهبانيات الكنيسة في العمل في المجال الطبي والرعاية الصحية، وسمحت الكنيسة الكاثوليكية ابتدءًا من عصر النهضة بالتشريح في الجامعات لأغراض تعليمية. واقامت الكنيسة الكاثوليكية أيضًا عدد من المشتشفيات التي أوت المرضى، بعضها كانت قرب أماكن الحج. خلال الحروب الصليبية ظهرت فرق عسكرية كانت اشبه بكهيئة خيرية هدفها رعاية الحجاج المسيحيين، وبنت عدد من المستشفيات ومن هذه الفرق فرسان القديس يوحنا وفرسان الهيكل.
تطورت الأديرة في العصور الوسطى لتصبح ليس فقط مراكز روحية بل أيضًا مراكز للتعليم وممارسة الطب. أماكن الأديرة كانت منعزلة كما كانت مصممة لتكون مكتفية ذاتيا. مما تطلب من سكان الدير لأن ينتجوا طعامهم الخاص وأيضا المحافظة على صحتهم. قبل تطور وظهور المستشفيات، كان الناس من المدن المحيطة ينظرون للأديرة باعتبارها مكانُا لمساعدة مرضاهم. مزيج من الشفاء الروحي والطبيعي كان يتم استخدامه لعلاج المرضى. أدوية عشبية مع الصلوات وبعض الترانيم الدينية كان يتم استخدامهم من قبل القسيسين والرهبان في الدير. كانت الأعشاب بالنسبة للقسيسين والرهبان خلق الله للمساعدة الطبيعية ولتساعد في الشفاء الروحي للشخص المريض. الطب في الأديرة كان يركز على مساعدة المريض ليعود إلى حالته الطبيعية. كان التركيز ينصب على القدرة على معرفة الأعراض والعلاج. في بعض الحالات ملاحظة الأعراض قادت رجال الدين في الأديرة إلى القدرة على تحقيق واجباتهم لله عن طريق الاعتناء بكل خلقه.
الممارسات المسيحية والسلوك تجاه الطب أثر بوضوح على اليهود واليونانيين وسكان الشرق الأوسط. حيث أخذ اليهود على عاتقهم الاعتناء بذويهم من اليهود. هذا الواجب امتد ليشمل التكفل بالإقامة ومعالجة الحجاج اليهود إلى القدس. المساعدة الطبية المؤقتة تم توفيرها في اليونان القديمة من أجل الزائرين للمهرجانات والتقاليد الممتدة خلال الإمبراطورية الرومانية خاصة بعد أصبحت المسيحية الديانة الرسمية للدولة قبل سقوط الإمبراطورية بقليل. في بداية العصور الوسطى، المستشفيات والبيوت الفقيرة والفنادق ودور الأيتام بدأت تنتشر من الشرق الأوسط، كل منها مع نية لمساعدة المحتاجين.

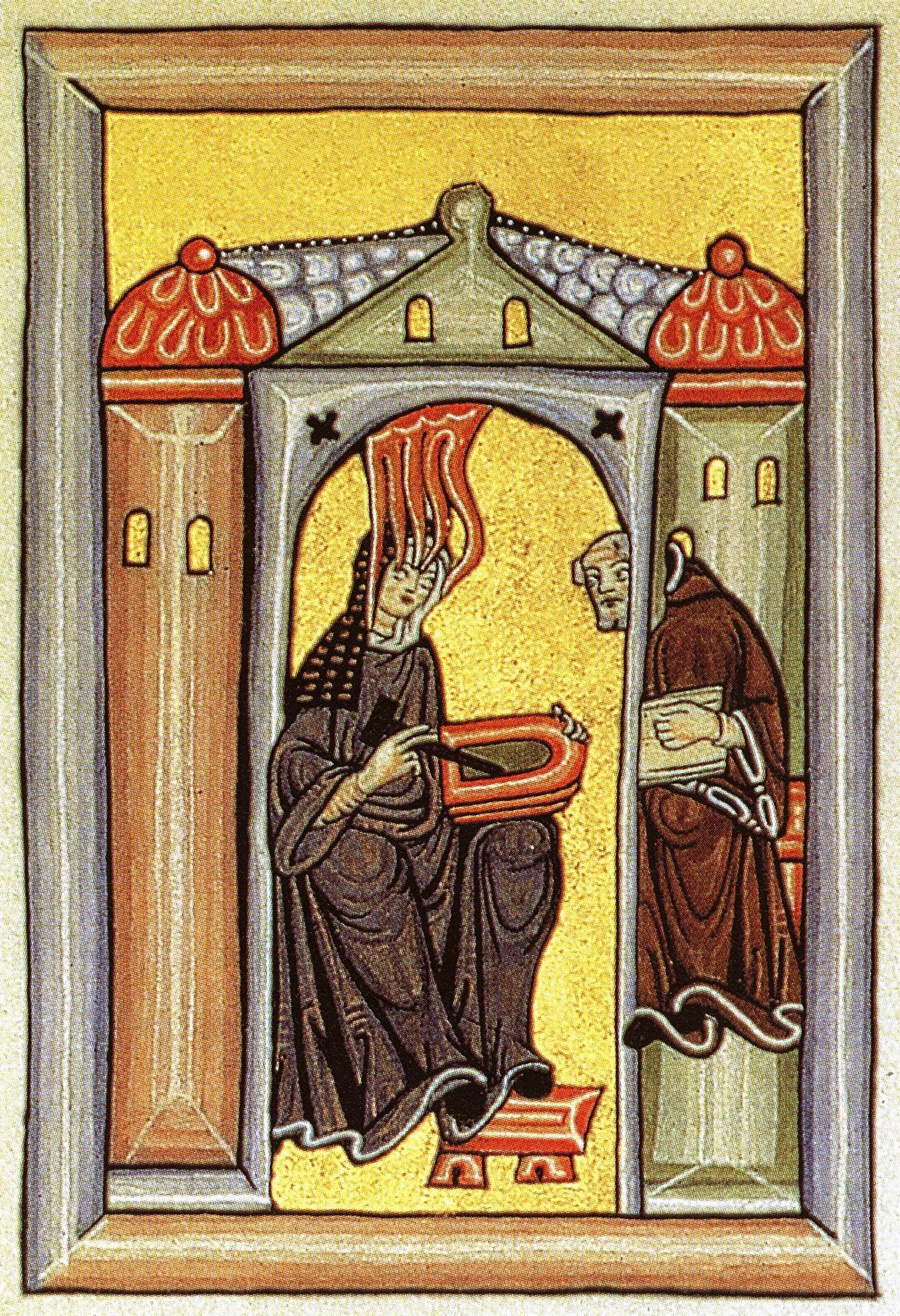
هايدغارد بنجين، لها عدة مساهمات في الطب وهي من بين أكثر العلماء النساء تميزًا في القرون الوسطى.

عمل الخير، المبدأ الدافع وراء كل هذه المراكز للعلاج، قام بتشجيع المسيحيين الأوائل لمساعدة بعضهم البعض. مدن القدس والقسطنطينية وأنطاكية احتوت على بعض من أول والمستشفيات وأكثرها تعقيدا، والمزودين بالعديد من الأسرة لاستقبال المرضى ومع طاقم من الأطباء للطوارئ. بعض المستشفيات كانت كبيرة كفاية لتقديم الدراسة في الطب والجراحة والعناية بالمرضى. باسيليوس قيصرية قال بأن الله وضع الطب على الأرض لاستعمال البشر بينما وافق بعض آباء الكنيسة القدماء على أن طب أبقراط يمكن استخدامه لعلاج المرضى ومساعدة أعمال الخير في مساعدة المحتاجين.

في فترة العصور الوسطى كان مصطلح مستشفى يعبر عن فندق للمسافرين، مستوصفات لتخفيف الألم وعيادات للجراحات من أجل المصابين وبيوتًا للمكفوفين وكبار السن. بدأت المستشفيات في الظهور بعدد كبير في فرنسا وإنجلترا. بعد غزو النورمان لإنجلترا، قاد انفجار الأفكار الفرنسية معظم الأديرة من العصور الوسطى للتطور إلى مستشفيات للمرضى. الأديرة المسيحيَّة التي تطورت لعلاج المرضى تطورت إلى منظور المستشفى الذي نعرفه اليوم.
خلال العصور الوسطى، عمل العديد من رجال الكنيسة كأطباء وباحثين في مجال الطب منهم على سبيل المثال الراهب بيرثاروس من دير مونتي كاسينو، ورئيس دير من رايشناو ولافريد سترابو، وهايدغارد بنجين. وكانت الأديرة في هذا العصر مراكز رئيسية في دراسة الطب. ويُعد الراهبة هايدغارد بنجين الكاثوليكية وهي طبيبة وملفانة، وهي بحسب الباحث مادوك من بين أكثر العلماء النساء تميزًا في القرون الوسطى. ألفّت الراهبة بنجين كتب عدّة حول الفيزياء والعلوم الطبيعية.
أصدر شارلمان إمبراطور الإمبراطورية الرومانية المقدسة مرسومًا يقضي بأن على كل الدير وكاتدرائية وإنشاء مدرسة وقك تم التدريس في هذه المدارس الطب. يذكر أنّ البابا سلفستر الثاني درّس الطب في الأديرة ومدارس الكاتدرائية. نشط الرهبان ورجال الدين في التدريس في مدرسة ساليرنو، وهي أقدم مدرسة طبية في أوروبا الغربية، ومن بين رجال الكنيسة الذي علّموا في مدرسة ساليرنو كان ألفونس رئيس أساقفة ساليرنو وذلك بين الأعوام (1058-1085) وقسطنطين الإفريقي، وهو راهب أكاديمي أنتج ترجمات عدّة لأبقراط والطب العربي. كما وترجم إلى اللاتينية بعض المؤلفات العربية وخاصة الطبية، منها «كامل الصناعة» لعلي بن العباس، و«زاد المسافر» لابن الجزار، وكتباً للرازي وإسحق الإسرائيلي. كانت كتاباته تستخدم في أوروبا إلى القرن السابع عشر الميلادي.

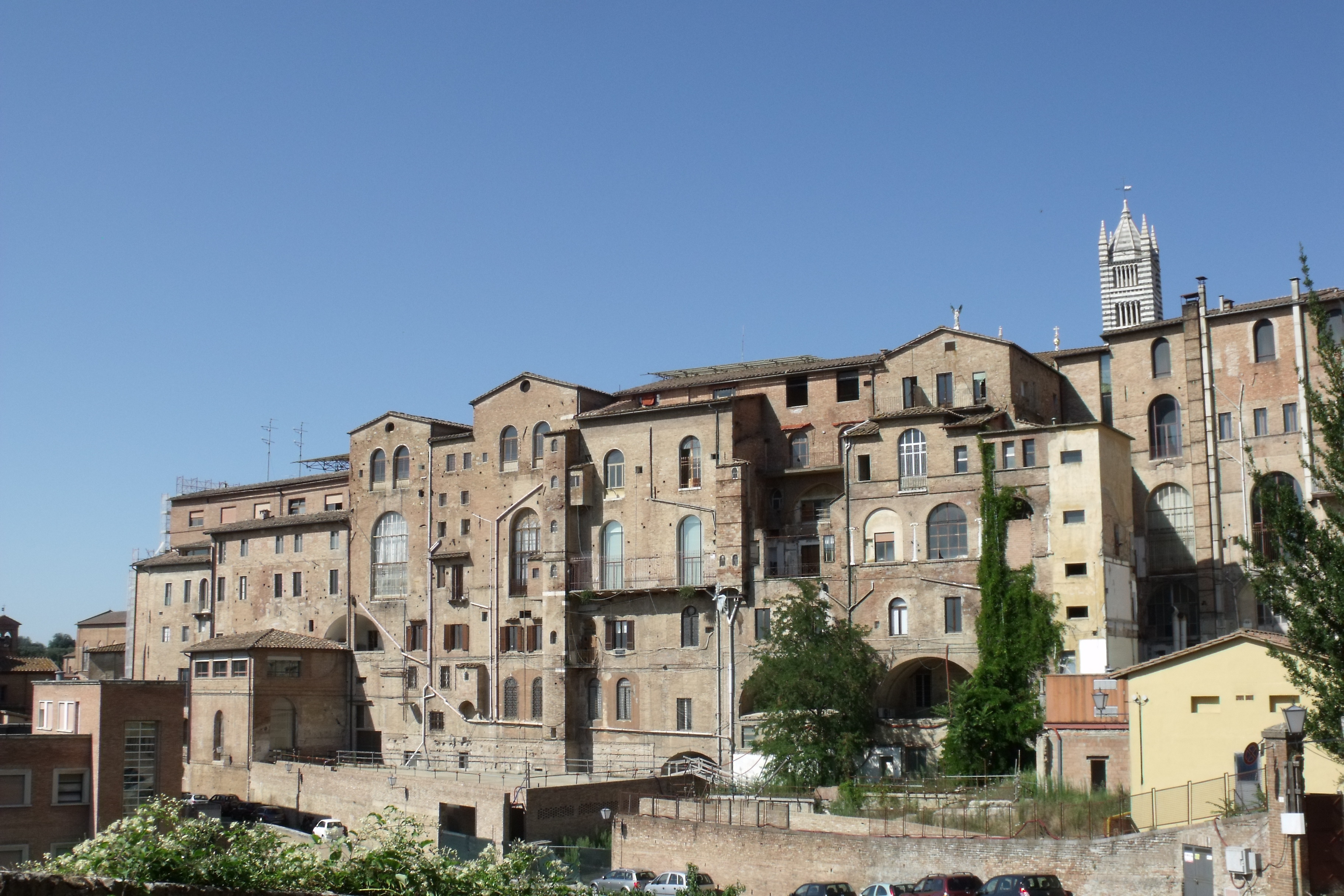
مستشفى القديسة ماريا في سيينا، من أقدم مشافي أوروبا أقيم بجهود الكنيسة.

كما كان لكل من ألبيرتوس ماغنوس وروجر باكون انجازات طبيّة وعلميّة تمثلت بوضع قوانين المنهج العلمي، واكتشاف عنصر الزرنيخ. ويذكر أيضًا دور العالمة الفيزيائية والطبيبة الكاثوليكية دوريتيا بوكا في القرن الحادي عشر، كأول امرأة تحصل على شهادة الدكتوراة وذلك في جامعة بولونيا، والراهبة تروتولا وهي أول امراة في التاريخ تعمل بروفسور في تعليم الطب.
شهدت أوروبا الغربية نموًا اقتصاديًا وسكانيًا في القرنين الثاني عشر والثالث عشر مما أدى إلى ظهور الكليات الطبية في العصور الوسطى بنيت برعاية الكنيسة الرومانية الكاثوليكية. جامعة ساليرنو كانت تعتبر مصدرًا مشهورًا لممارسي الطب في القرنين التاسع والعاشر ولكنها لم تعتبر هيئة طبية رسمية حتى عام 1231. تأسيس جامعة باريس (1150) وجامعة بولونيا (1158) وجامعة أوكسفورد (1167) وجامعة مونتبليه (1181) وجامعة بادوا (1222) أدى إلى نشر العمل الأولي لجامعة ساليرنو في أنحاء أوروبا. وبحلول القرن الثالث عشر، كانت الريادة الطبية كانت انتقلت إلى هذه المؤسسات.
خلال انتشار مرض الطاعون كان لرهبانية الفرنسيسكان دور بارز في خدمة المرضى. وقد دفع العجز الواضح في المعرفة الطبية آنذاك ضد هذا المرض إلى ظهور دراسة نقدية على أيدي الفرنسيكان. في عصر النهضة في إيطاليا كان الباباوات في كثير من الأحيان رعاة دراسة التشريح، ومن أبرز الرهبان العلماء في تلك الفترة ثيودوريك بورجنوني له إسهامات هامة في طب الجراحة والمطهرات ومواد التخدير.

### العصور الحديثة
ساهم ظهور الرهبانية اليسوعية، التي أنشئت خلال الإصلاح المضاد، إلى ظهور عددًا من علماء الطب الحديث. في مجال علم الجراثيم كان اليسوعي أثانيسيوس كيرتشر (1671) أول من اقترح انّ الكائنات الحية توجد في الدم. بالنسبة لتطور أمراض العيون، قدم كريستوف شاينر تقدمًا هامًا فيما يتعلق انكسار الضوء والصورة في شبكية العين. فضلًا عن نيكولاس ستينو أب علم وصف طبقات الأرض وله اسهامات في علم التشريح، وساهم الراهب غريغور يوهان مندل وهو أبو علم الوراثة، وعالم نبات وراهب نمساوي أجرى الكثير من التجارب واكتشف القوانين الأساسية للوراثة وذلك في عام 1856. أدت تجاربه في تكاثر نبات البازلاء إلى تطور علم الوراثة وكانت تجاربه هي الأساس لعلم الوراثة الذي يشهد تقدماً في عالم اليوم.

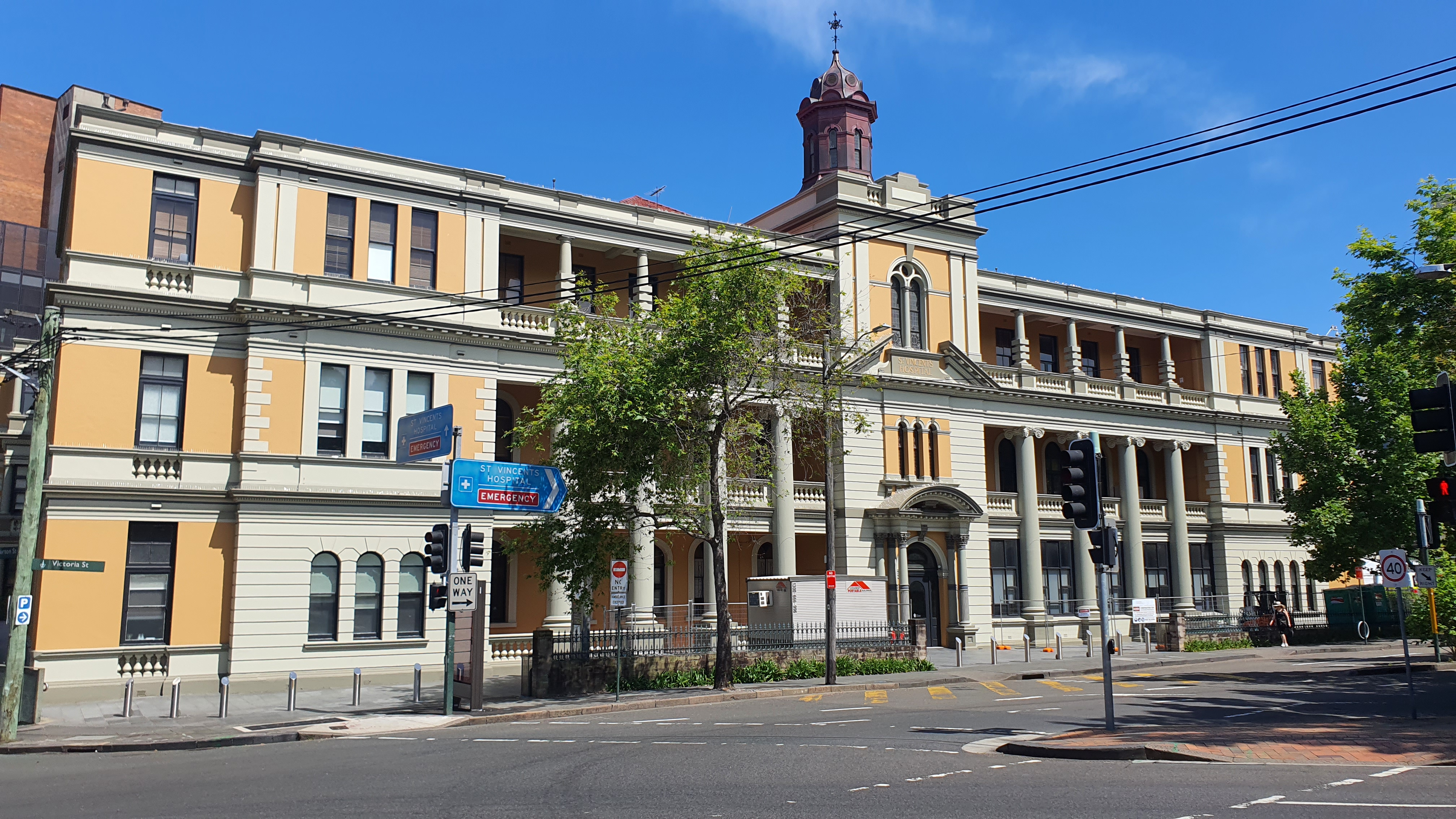
مستشفى سانت فينسنت في سيدني؛ تملك الكنائس المسيحية شبكة واسعة من المستشفيات في جميع أنحاء العالم.

وفي عام 1816م جعلت أيسلندا رجال الدين المسئولون عن التطعيم ضد الجدري يحتفظون بسجلات التطعيم لدائرتهم، وكذلك السويد كان لها ممارسات مماثلة. بعد أن كانت المؤسسات الاجتماعية في الدول الغربية محتكرة بيد الكنائس، فقد اختلف الوضع اليوم إذ تمول وتنظم الحكومات الغربية المؤسسات الاجتماعية، وغالبية مؤسسات الخدمة الاجتماعية اليوم هي بيد الحكومة، بالرغم من ذلك لا تزال الكنيسة تحتفظ بشبكة واسعة من مؤسسات الرعاية الصحية والاجتماعية في جميع أنحاء العالم. ففي الولايات المتحدة، واحد تقريبًا من كل ستة مرضى، يعالج في مستشفى كاثوليكي. وتعتبر مؤسسة الصحة الكاثوليكية أكبر مؤسسة اجتماعية غير حكومية في أستراليا، إذا تمثل حوالي 10% من القطاع الصحي. وتمتلك الكنيسة الكاثوليكية اليوم حوالي 5,853 مستشفى و8,695 من ملاجئ ايتام و13,933 من بيوت مسنين ومعاقين و74,936 من مستوصفات ومختبرات ودور حضانة. أمّا في ماكاو وسنغافورة وهونغ كونغ تدير الكنائس الكاثوليكية والبروتستانتية عدد من المستشفيات التي تشكل أكثر من 90% من المستشفيات الخاصة. في الصين كانت للإرساليات البروتستانتية الأثر الأكبر في ادخال الطب الحديث للصين خاصًة من خلال المبشرين أمثال الجراح روبرت موريسون والقس جون ليفينغستون.
جعلت كنيسة يسوع المسيح لقديسي الأيام الأخيرة التطعيم لأتباعها مبادرة رسمية في برنامج الإغاثة الإنسانية، كما دعت الكنيسة أعضائها إلى رؤية أنه يجب تطعيم أطفالهم جيداً. اعتبر البابا يوحنا بولس الثاني محافظًا فيما يخصّ الإجهاض وتحديد النسل،
وخلال زيارته الولايات المتحدة صرّح بأن: «جميع أشكال الحياة البشرية من لحظة الحمل وخلال جميع المراحل اللاحقة، هي سرّ مقدس». وقد جمعت لاحقًا سلسلة المحاضرات التي قدمها يوحنا بولس الثاني أمام الجماهير في روما بين سبتمبر 1979 ونوفمبر 1984 والبالغ عددها 129 محاضرة في كتاب واحد أطلق عليه اسم «لاهوت الحياة» وهو تأمل موسع في النشاط الجنسي البشري، يمتد إلى إدانة القتل الرحيم والإجهاض وجميع استخدامات عقوبة الإعدام تقريبًا، وقد دعاهم البابا «جزءًا من ثقافة الموت»، كما دعا لحملة لإعفاء ديون الدول الفقيرة، ودعا أيضًا لتعزيز العدالة الاجتماعية.

## المساهمة في تطوير الطب الحديث

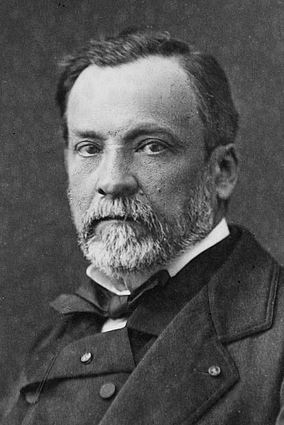
لويس باستور.

ساهم العديد من كل من رجال الدين والعلمانيين المسيحيين في المجال الطبي دورًا رائدًا في تطوير الطب الحديث وقد ترك العدد منهم بصمة هامة في تاريخ الطب. حيث ذكرت مقالة نشرتها جامعة شيكاغو كرونيكل أن 60% من الأطباء في الولايات المتحدة يصفون أنفسهم بأنهم بروتستانت أو كاثوليك. ووفقًا لإحصائيات كتاب 100 عام على جوائز نوبل حصل المسيحيون بين السنوات 1901-2000 على 62% من مجمل جوائز نوبل في الطب. كما وذكرت دراسة نُشرت في كتاب النخبة العلميّة: الحائزين على جائزة نوبل في الولايات المتحدة أنّ 60% من الحائزين على جائزة نوبل في الطب في الولايات المتحدة بين الأعوام 1901-1972 هم من خلفية بروتستانتية، تشير الدراسة أيضًا إلى أنّ 90.3% من مجمل النخبة العلميّة والطبيّة في الولايات المتحدة بين الأعوام 1901-1972 من خلفية مسيحية منهم 70.3% من خلفية بروتستانتية مقابل 20% من خلفية كاثوليكية و9.3% من خلفية يهودية، تذكر الدراسة أيضًا أنّ حوالي 60.9% من نخبة الأطباء في الولايات المتحدة هم من خلفية بروتستانتية.
ومن أهم الأمثلة على إسهامات رجال دين مسيحيين في تطوير الطب جريجور ميندل  من أهم علماء الجينات والوراثة، ونيكولاس ستينو له اسهامات في علم التشريح،  وجان-بابتيست كاروني مؤسس علم الأحياء الخلوي، وثيودوريك بورجنوني له إسهامات هامة في طب الجراحة والمطهرات ومواد التخدير، والمطران لوقا فوينو-ياسينتيسكي مطران الكنيسة الروسية الأرثوذكسية وكان أول جرّاح في العالم يمارس عملية الزرع.
ومن بين إسهامات المسيحيين على سبيل المثال فيلهيلم كونراد رونتجن  مكتشف الأشعّة السينية، ووليم هارفي  مكتشف الدورة الدموية، وإدوارد جينر  مكتشف لقاح الجدري ونيكولاس أوغست أوتو  والجرّاح جوزف ليستر مخترع التعقيم ولويس باستور الذي عرف بتجاربة التي اثبتت أن الكائنات الدقيقة هي المسؤلة عن الأمراض وعن اللقاحات  وألكسندر فلمنج  مكتشف البنسلين، وجول بورديه عالم أحياء دقيقة ومناعة حصل على  جائزة نوبل في الطب عام 1919. تنسب إليه البكتريا المسماة بالبورديتيللا، وألكسي كاريل وهو جرّاح فرنسي، حصل على  جائزة نوبل في الطب عام 1912، وجرتي كوري وهي أول امرأة أمريكية تحصل على جائزة نوبل في أي من مجالاتها العلمية، وأول امرأة تنال  جائزة نوبل في الطب على الإطلاق، وجان دوسيه وهو عالم المناعة فرنسي حاز على  جائزة نوبل في الطب عام 1980 مشاركاً مع باروج بيناسيراف وجورج سنيل لاكتشافهم جينات معقد التوافق النسيجي الكبير وهي جزيئات ترميز على سطح الخلية مهمة لتمييز الجهاز المناعي بين الذات والاذات، وجون إيكلس وهو عالم فيزيولوجيا تحصل على  جائزة نوبل في الطب لعام 1963 لأبحاثه حول التشابكات العصبية، وبرناردو هوساي وهو عالم فيزيولوجيا أرجنتينيًا، تقاسم  جائزة نوبل في الطب لعام 1947 لاكتشافه دور هرمونات الغدة النخامية في تنظيم نسبة السكر (الجلوكوز) في الدم، وسانتياغو رامون إي كاخال وهو طبيب حصل على  جائزة نوبل في الطب عام 1906 لأبحاثه حول التركيب النسيجي للجهاز العصبي، وكريغ ميلو وهو عالم أحياء وأستاذ للبيولوجيا الجزيئية في كلية الطب بجامعة ماساتشوستس الأمريكية. حصل على  جائزة نوبل في الفسيولوجيا والطب عام 2006، لاكتشافه آلية للسيطرة علي انتقال المعلومات الجينية (RNAi) وذلك من خلال بحث أجراه بكلية الطب بجامعة ماساتشوستس وقام بشره عام 1998. وجوزيف موراي جراح تجميل أجرى أول عملية نقل كلية من شخص بالغ إلى توءمه المتماثل سنة 1954. تقاسم موراي  جائزة نوبل في الطب سنة 1990. وإيغاس مونيز وهو طبيب أعصاب حصل على  جائزة نوبل في الطب، وكارل لاندشتاينر عالم أحياء حصل على  جائزة نوبل في الطب وقد وضع نظاماً حديثاً لتقسيم فصائل الدم يقوم على التعرف على عوامل التلزن الموجودة في الدم، ولوك مونتانييه وهو عالم حصل على  جائزة نوبل في الطب لمساهمته في اكتشاف فيروس نقص المناعة المكتسب (HIV) المسبب لمرض الإيدز، ورينيه لينيك مخترع السماعات الطبيّة. فضلًا عن غيرهم من العلماء والأطباء ممن تركوا بصمة هامة في الطب.

الدورة الدموية الكبرى اكتشفها ويليام هارفي بعدما قام بمجموعة من التجارب.
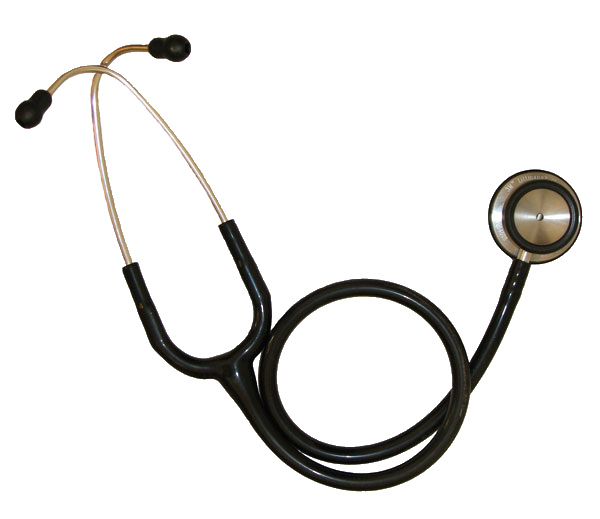
السماعات الطبيّة اخترعها رينيه لينيك.
مركّب البنسلين، أكتشفه الحائز على ألكسندر فلمنج جائزة نوبل في الطب.
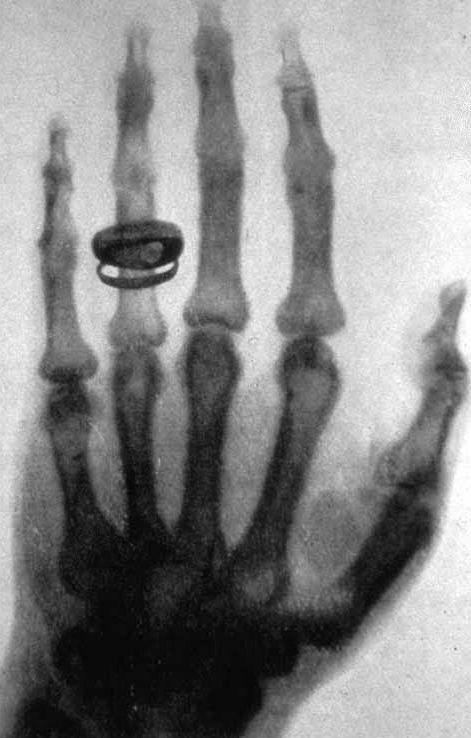
صورة أشعة سينية والتي اكتشفها وليام رونتجن.
فيروس العوز المناعي البشري المؤدي إلى الإيدز أكتشفه لوك مونتانييه.

### في الأمريكتين

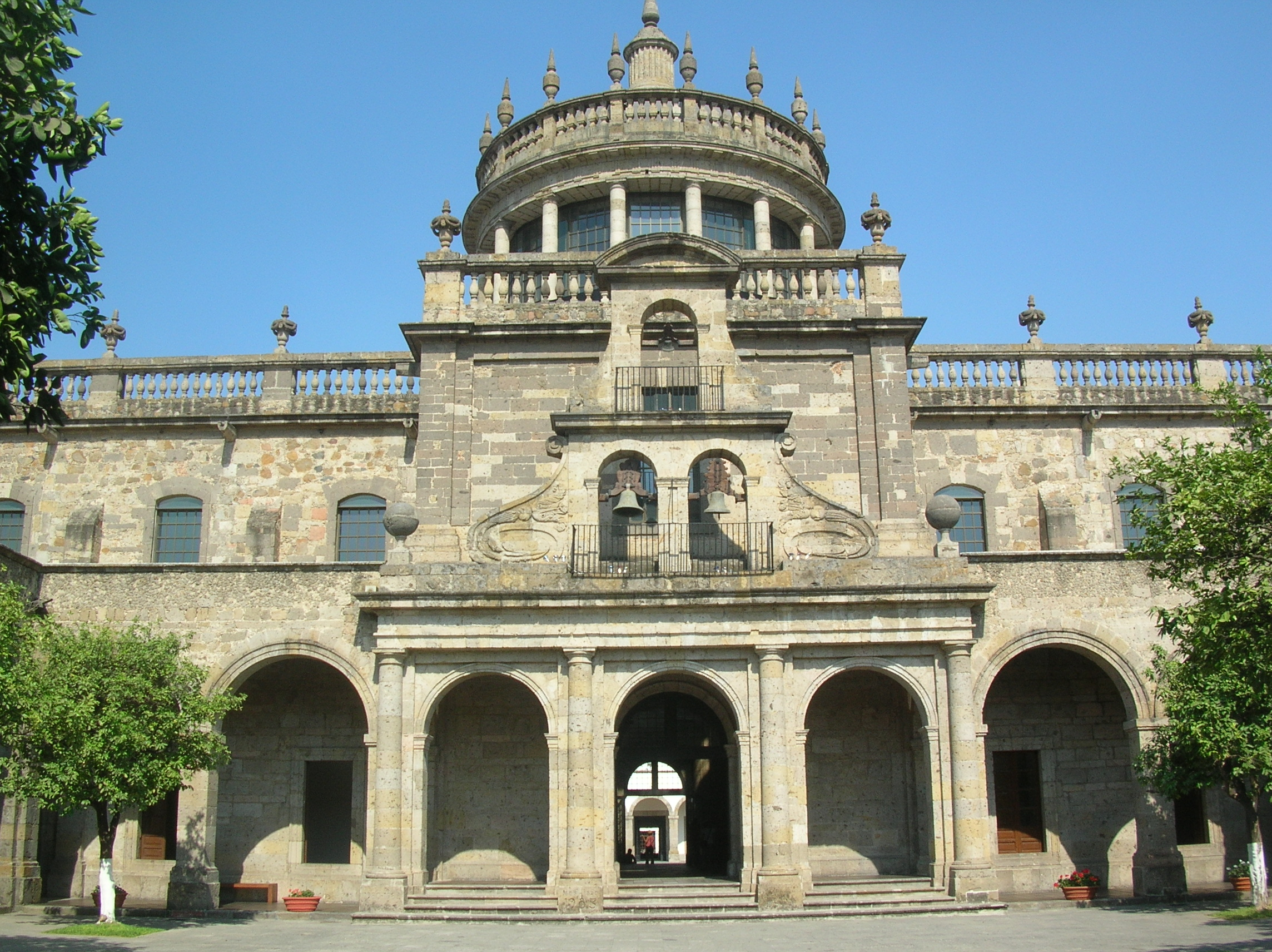
مستشفيات كابانياس في المكسيك واحدة من أكبر وأهم مستشفيات العالم الجديد أقيم بجهود الكنيسة.

كان لكل من الإمبراطورية الإسبانية والبرتغالية سبب إلى حد كبير في نشر العقيدة الكاثوليكية وفلسفتها فيما يتعلق بالرعاية الصحية في أمريكا الجنوبية والوسطى، حيث أنشأت الكنيسة شبكات واسعة من المستشفيات الكبيرة.
كان الواعظ البروتستانتي كوتن ميذر من ماساشوستس أول شخص معروف قام بمحاولة التلقيح ضد الجدري على نطاق واسع، حيث قام بتطعيم نفسه وأكثر من 200 شخص من جماعته ضد مرض الجدري بمساعدة طبيب محلي، في حين أصبح رأيه معياراً، كما تسبب في أول رد فعل ضد التطعيمات. كما كان رولاند هيل (1744م-1833م) وهو واعظ بروتستانتي على دراية بإدوارد جينر والذي يعد رائداً في التطعيمات ضد الجدري حيث شجع على تطعيم التجمعات الدينية في المدن التي زارها أو بشر بها.
و نشر مساراً حول هذا الموضوع في عام 1806م، وذلك في الوقت الذي رفض فيه الكثير من العاملين بالمجال الطبي موافقته، ثم في وقت لاحق أصبح عضواً في الجمعية الملكية جينيرريان التم تم إنشائها بعد قبول التطعيم في المملكة المتحدة والهند والولايات المتحدة الأمريكية. وشكل العديد من رجال الدين المسيحيين في بوسطن والأطباء المسيحيين المتدينين المجتمع الذي عارض التطعيم في عام 1798م. بينما اشتكى آخرون من أن هذه الممارسة خطيرة وتذهب إلى حد مطالبة الأطباء الذين ينفذون هذه الإجراءات ومحاكمتهم لمحاولة قتل العامة. وقام المبشرون الكاثوليك والأنجليكان بتطعيم سكان الساحل الشمالي الغربي من الأمريكيين الأصليين خلال عام 1862م من وباء الجدري.
أنشئت المستشفيات الكاثوليكية في الولايات المتحدة الحديثة قبل حرب الإستقلال الأمريكية. وفقًا للتقاليد كان أول مستشفى خيري فد أنشا في نيو أورليانز في عام 1727. أدت حركة بناء المستشفيات إلى ظهور رهبنيات جديدة تعمل في المجال الطبيّ والصحيّ منها راهبات القديس فرنسيس من سيراكيوز، نيويورك، والتي أسست على يد ماريان كوبيه الذي أسسّ بعض من أوائل المستشفيات العامة في الولايات المتحدة، وكان له دور في نشر معايير النظافة التي أثرت في تطوير نظام المستشفيات الحديث في أميركا، ومن الرهبان المعروفين في المجال الصحيّ والطبيّ الأب داميان الذي وصل إلى هونولولو في مارس 1864، وتم تنصيبه قسيسًا في ويتسونسايد تلك السنة. هناك عمل على مساعدة المجذومون حيث كانت حكومة هاواي ترسلهم إلى مولوكاي ليعيشوا في أوضاع سيئة، بقي حتى نهاية حياته في خدمة المجذومون حتى أصيب بالجذام عام 1885. كان لجيش الخلاص دور بارز في نشر والتوعية عن النظافة الشخصية والصحة فقد تبنت العقيدة الانجيلية النظافة من الإيمان  ونقلًا عن كتاب الصحة والطب في التعاليم الانجيلية، تٌعد الكنيسة الرومانية الكاثوليكية هي أكبر مزود خاص للرعاية الصحية في الولايات المتحدة الأمريكية. خلال سنوات 1990، إمتلكت الكنيسة واحد من أصل كل ستة أسِرَّة في المستشفيات الأمريكية، أي حوالي 566 مستشفى، وكثير من تم أنشأها من قبل الراهبات. وفي عام 2012، إمتلكت الكنيسة حوالي 12.6% من مجمل المستشفيات في الولايات المتحدة الأمريكية، وبالمقارنة مع النظام الصحي العام، قدّمت الكنيسة المزيد من المساعدة المالية أو الرعاية المجانية للمرضى الفقراء، وكانت الرائدة في مجال توفير مختلف الخدمات الصحية بأسعار منخفضة مثل الكشف عن سرطان الثدي، وبرامج التغذية، والصدمات النفسية، ورعاية المسنين.

### في آسيا

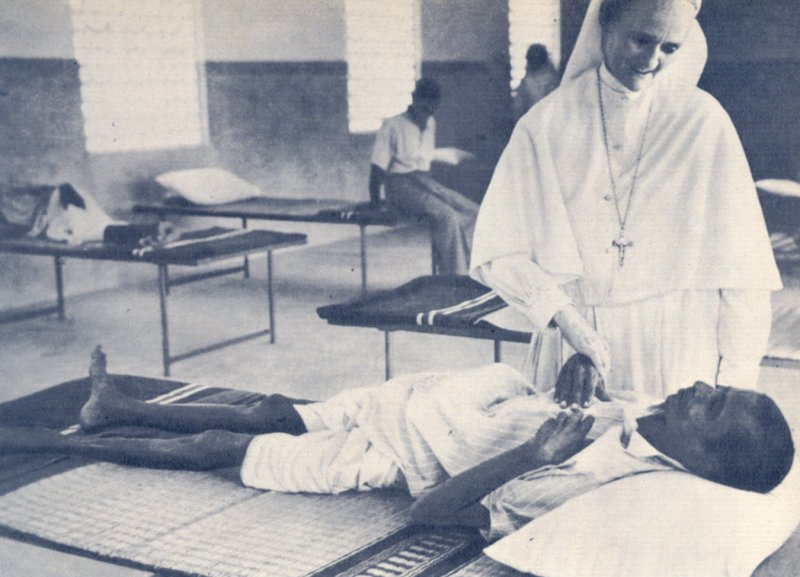
راهبة ساليسيانيّة تقوم بالعناية الطبيّة لمرض من الهنود في مدينة مدراس.

خلال العصور الوسطى، وكان الطب العربي ذات تأثير على أوروبا. خلال عصر الاستكشاف، قدّم المبشرين الكاثوليك، لا سيما اليسوعيون العلوم الحديثة والطب الحديث إلى الهند والصين واليابان. اليوم تعتبر المؤسسات المسيحية المزود الصحيّ الرئيسي في الهند والعديد من دول الشرق الأوسط، وفي أماكن أخرى في آسيا خاصةً بين الأمم الكاثوليكية مثل الفلبين.
ساعدت البعثات التبشيريَّة المسيحيَّة في تطبيق ممارسة النظافة وتشجيعها في الهند. وتدير حالياً الكنائس المسيحية المختلفة الآلاف من مؤسسات الرعاية الصحيَّة والمستشفيات والتي أسهمت إلى حد كبير في تنمية الأمة الهنديَّة. وفي عام 1790، بدأ مبشرين من جمعية لندن التبشيرية والجمعية التبشيرية المعمدانية بالقيام بالأعمال التبشيرية في الهند البريطانية. وفي نيور، كان مستشفى جمعية لندن التبشيرية رائداً في تحسين نظام الصحة العامة لعلاج الأمراض حتى قبل إجراء المحاولات المنظمة من قبل رئاسة مدراس الإستعمارية، «مما أدى إلى خفض معدل الوفاة بشكل كبير». أنشأت الأم تيريزا في كالكوتا عدد من الإرساليات الخيرّية في الأحياء الفقيرة في المدينة وذلك في عام 1948 وكان الهدف من ذلك العمل بين «أفقر الفقراء». وأسست الإرساليّة شبكة من المشافي والمصحات وعملت على أنقاذ الأطفال حديثي الولادة المتخلى عنهم في أكوام القمامة، فضلًا عن مساعدة مرضى البرص والمرضى عقليًا. حققت تيريزا الشهرة في عام 1960، وبدأت لإقامة الأديرة في جميع أنحاء العالم. وقد أسست أكثر من 450 مراكز صحيّة في أكثر من 100 دولة.
في القرن التاسع عشر وأوائل القرن العشرين قام الأطباء والجراحين المسيحيين البروتستانت القادمين من أوروبا والولايات المتحدة إلى الصين بإنشاء بعثات طبية. وقد وضع هؤلاء الأطباء والجراحين المسيحيين البروتستانت في القرن التاسع عشر وأوائل القرن العشرين الأسس للطب الحديث في الصين. أنشأ المبشرون البروتستانت أول العيادات والمستشفيات الحديثة، وتم تدريب فيها الممرضين والممرضات، وفتحت المدارس الطبية الأولى في الصين. وقد تم العمل أيضًا في معارضة تعاطي الأفيون. وجاءت العلاج الطبي والرعاية الصحية للصينيين الذين كانوا مدمنين، وتأثر الرأي العام والرسمي في نهاية المطاف لصالح وضع حد لهذه التجارة.

### في أفريقيا

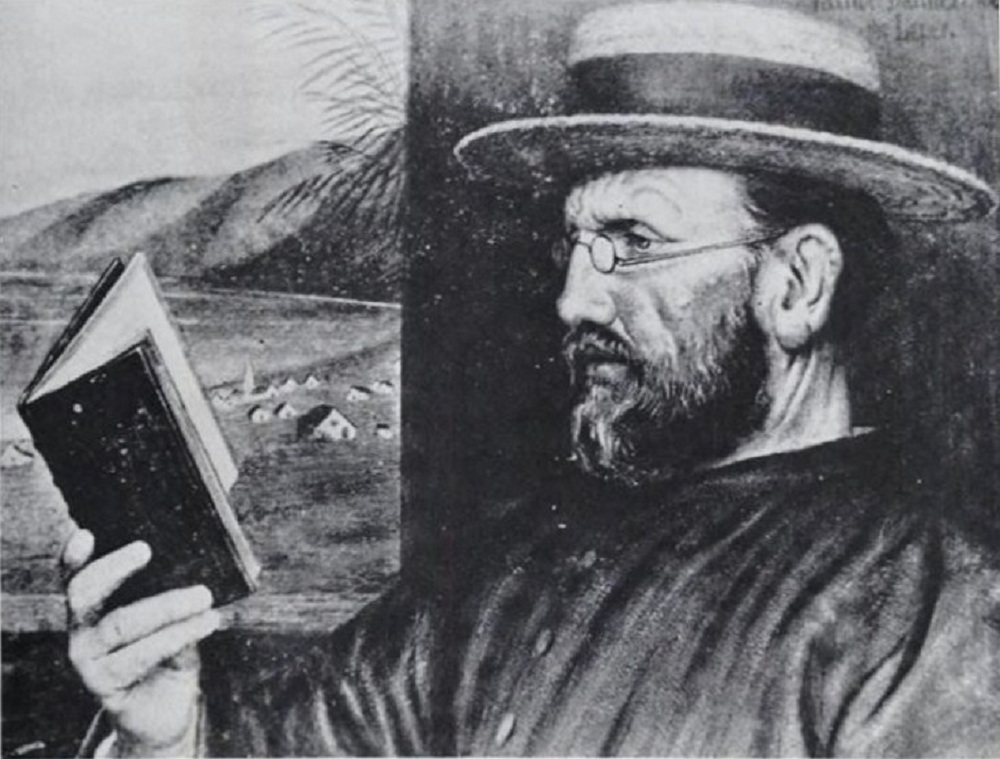
الأب داميان كان له إسهامات هامة في العناية بمرضى الجذام.

على مدى القرنين الماضيين شهدت أفريقيا نمو مسيحي. كما هو الحال في جميع القارات الأخرى، أنشأ المبشرين مراكز الرعاية الصحية في جميع أنحاء القارة على الرغم من القيود المفروضة على المؤسسات المسيحية في عدد من دول شمال أفريقيا.
في أفريقيا تشارك الإرساليّات المسيحية المختلفة بشكل كبير في توفير الرعاية لمرضى الإيدز. وفقًا للبرنامج لتلفزيوني PBS الأخبار، في عام 2011، كان هناك 117,000 مرفق طبي تملكه فقط الكنيسة الكاثوليكية منها عيادات موجودة في أعماق الغاب إلى المستشفيات الحضرية الكبيرة في العالم النامي.
واجهت الكنيسة انتقادات شتى بسبب موقفها من الواقي الذكري وتحديد النسل في العام 2005 أدرج البابا عدة طرق لمكافحة الإيدز منها، العفة والإخلاص في الزواج ومحاربة الفقر؛ غير أنه رفض استخدام الواقي الذكري، فهو بحسب رأي البابا لا يؤدي إلى حل المشكلة بل يؤدي إلى تفاقمها الأمر الذي استنكرته عدة مؤسسات طبية ووزارات الصحة في بلجيكا وفرنسا. وكان البابا يوحنا بولس الثاني بدوره قد رفض استعمال الواقي الذكري كالحل الأمثل للحد من انتشار المرض. مجلة التايم ذكرت عام 2006 أن الفاتيكان قد يصدر وثيقة تقبل استعمال الواقي الذكري بشكل مشروط.

## حسب الطوائف

### الكاثوليكية
تعدّ الكنيسة الكاثوليكية في العصر الحديث أكبر مزود غير حكومي للرعاية الصحية في العالم. في عام 2010 أعلن المجلس البابوي للكنيسة الكاثوليكية أن الكنيسة تدير 26% من مرافق الرعاية الصحيّة في العالم، والتي تشمل شبكة واسعة من المستشفيات والعيادات ودور الأيتام والصيدليات ومراكز لمعالجة ذوي الجذام. العديد من المؤسسات الكاثوليكية كانت مسؤولة عن تأسيس وتشغيل شبكات واسعة من المستشفيات في مختلف أنحاء العالم والتي لها دور في تقّدم الأبحاث الطبيّة.

### الأدفنتست

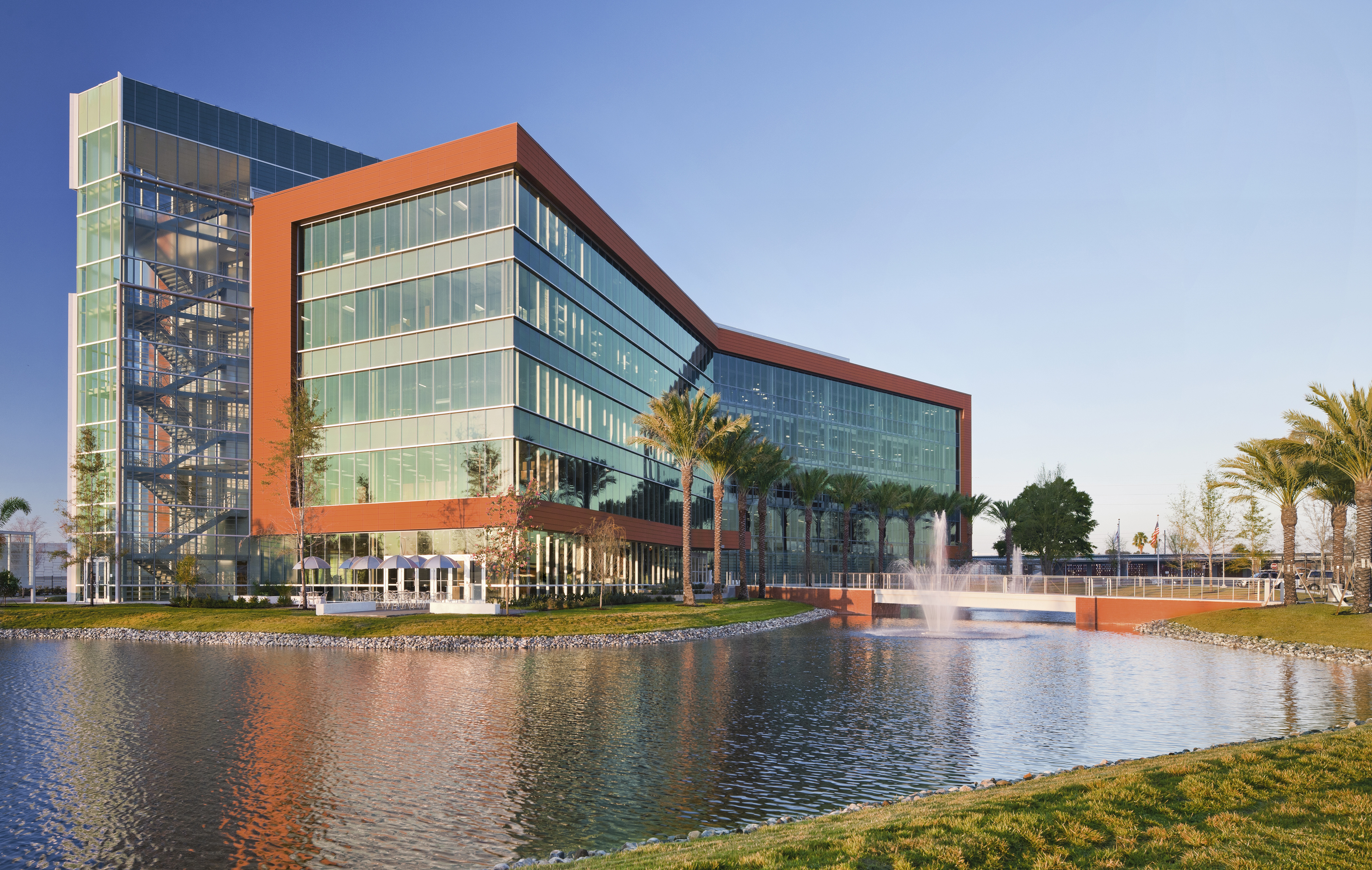
مقر نظام الرعاية الصحية السبتية في ألتامونت سبرنغز، ولاية فلوريدا.

تملك كنيسة الأدفنتست أو كما يسمون السبتيين واحد من أكبر نظم الرعاية الصحية في الولايات المتحدة، حيث تشغل الكنيسة عدد كبير من المستشفيات والعيادات والمؤسسات ذات الصلة بالصحة ونظام الرعاية الصحيّة. كما ويعتبر نظام الرعاية الصحيّة واحد من أكبر النظم الرعاية الصحيّة غير الهادفة للربح في الولايات المتحدة. وترعى مستشفيات كنيسة الأدفنتست أكثر من أربعة ملايين مريض سنويًا. تضم مؤسسات نظام الرعاية الصحية التابع لكنيسة الأدفنتست حاليًا 44 مستشفى وحوالي ستة عشرة من بيوت التمريض مع أكثر من 7,700 سريرًا مرخصًا، يخدم 4 ملايين مريض سنويًا في الولايات المتحدة وحدها، إلى جانب عيادات خارجية وغرف الطوارئ، وتوظف مؤسسات نظام الرعاية التابع لكنيسة الأدفنتست في الولايات المتحدة حوالي 79,000 شخص.
تملك كنيسة الأدفنتست واحدة من أكبر المدارس الطبيّة والمستشفيات في أمريكا الشمالية وهي جامعة لوما ليندا والمركز الطبي المرفقة به. وإلى جانب الولايات المتحدة تملك الكنيسة شبكة واسعة من المستشفيات، والعيادات، والمراكز الطبية والمصحات في جميع أنحاء العالم. وبالتالي تلعب الكنيسة دورًا هامًا في التوعية الصحية من خلال البعثات التبشيرية والكنسيّة. يُعد مقر نظام الرعاية الصحية السبتية الرئيسي، مستشفى فلوريدا، والذي تأسس في عام 1908، أكبر مستشفى في الولايات المتحدة، وفقًا لمراجعة مستشفى بيكر. ويحتل المستشفى المرتبة الأولى في ولاية فلوريدا وفقًا لتقرير يو اس نيوز ونيو وورلد ريبورت.

### المسيحية الشرقية

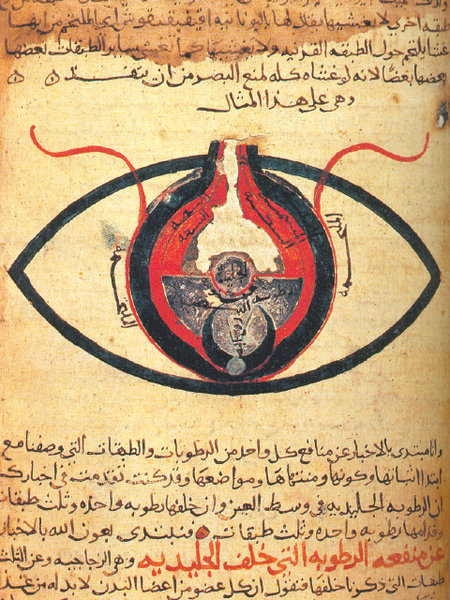
تشريح العين لحنين بن إسحق من كتابه المسائل في العين.

المسيحيون النساطرة أنشؤوا مدارس للمترجمين وألحق بها مستشفيات، ولعبوا أدورًا هامة في نقل المعارف الطبية إلى اللغة العربية. ومن المدارس التي أنشأها النساطرة مدارس مسيحية في الرها ونصيبين وجند يسابور وإنطاكية والإسكندرية والتي خرجت هناك فلاسفة وأطبّاء وعلماء ومشرّعون ومؤرّخون وفلكيّون وحوت مستشفى، مختبر، دار ترجمة، مكتبة ومرصد. كما نشط السريان في الترجمة من اليونانية إلى السريانية ومن ثم للعربية وخاصة في عهد الدولة العباسية حيث كان معظم المترجمين في بيت الحكمة من اليعاقبة والنساطرة وقد برزوا أيضا بالطب والعلوم والرياضيات والفيزياء فاعتمد عليهم الخلفاء.
اشتهر من المترجمين في الطب والعلوم شمعون الراهب وجورجيوس أسقف حوران وجوارجيوس وجبريل بن بختيشوع الذين اشتهروا في الطب خصوصاً، وبقيت أسرتهم آل بختيشوع مسؤولةً عن الطب في الدولة العباسية طوال ثلاثة قرون، وخدم أبناؤها كأطباء خاصّين للخلفاء العباسيين، ومن بين أفراد هذه الأسرة جبريل بختيشوع طبيب الأمين وله مؤلفات في الطب والمنطق، وبختيشوع بن جبريل طبيب المتوكل، ويوحنا بن بختيشوع وأبو سعيد عبيد الله بن بختيشوع وله عدة مؤلفات في الطب والفلسفة منها: رسالة في الطب والأحداث النفسانية، ومناقب الأطباء، والروضة، وطبائع الحيوان وخواصها ومنافع أعضائها.
وعيّن المأمون يوحنا بن ماسويه الذي ترجم وألف خمسين كتاباً رئيساً لبيت الحكمة ومدير مشفى دمشق خلال خلافة هارون الرشيد، وقد كان أبوه أيضًا طبيبًا، كما قدم يوحنا بن ماسويه عدداً من الإنجازات الطبية وتحديداً في علم التشريح، وطانت طريقته هي تشريح القردة ثم يطبق ما توصل له على الإنسان. وحنين بن إسحق كان أيضاً رئيساً لبيت الحكمة ومن بعده ابن اخته حبيش بن الأعسم وابنه إسحاق بن حنين، وقد ترجم حنين بن إسحق 95 كتابًا في الطب والعلوم. وقد أقام المأمون يوحنا بن البطريق الترجمان أميناً على ترجمة الكتب الفلسفيّة من اليونانيّة والسريانيّة إلى العربيّة، وتولّى ترجمة كتب أرسطو وأبقراط. وأصبحت بغداد عند إنشأها مركزًا لكنيسة المشرق وكان بطاركتها غالبا ما ينادمون الخلفاء العباسيون.

## دور المرأة

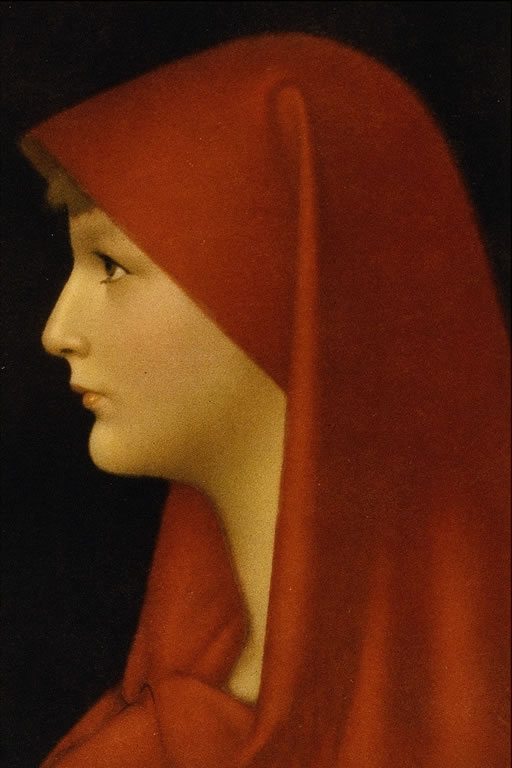
القديسة فابيولا عملت في المجال الطبيّ وأقامت العديد من المستشفيات في روما.

قدمت العلماء الكاثوليك من النساء في أوروبا عددًا من الاكتشافات الهامة التي ساعدت على تطور العلم والطب الحديث. كما استطاعت النساء ممارسة مهنة الطب في الكنيسة الكاثوليكية الرومانية؛ وكانت النساء الكاثوليكيات أيضًا من بين الأساتذة في علم الطب، كما هو الحال مع تروتولا من ساليرنو وهي طبيبة من القرن الحادي عشر ودوريتيا بوكا والتي درسّت الطب والفلسفة في جامعة بولونيا.
في القرون الوسطى، لعبت المؤسسات الكاثوليكية والمسيحية عمومًا دورًا في الرعاية الصحيّة، حيث بنيت المستشفيات من قبل الكنيسة في جميع أنحاء أوروبا. كما ولعبت المرأة دورًا حيويًا في إدارة مؤسسات الرعاية الصحية الكاثوليكية من خلال رهبانيات كراهبات الرحمة، وراهبات الفقير الصغير وراهبات القديسة مريم وجمعية اخوة المحبة التي أسستها الأم تريزا اللواتي تخصصن في بناء المستشفيات ودور الأيتام والمسنين والمشردين ودرّسوا التمريض. وبسبب الدور المؤثر للراهبات على هذه المهن فقد نظر إليها في الغرب على أنها مهن نسائية.

## القديسيين الرعاة

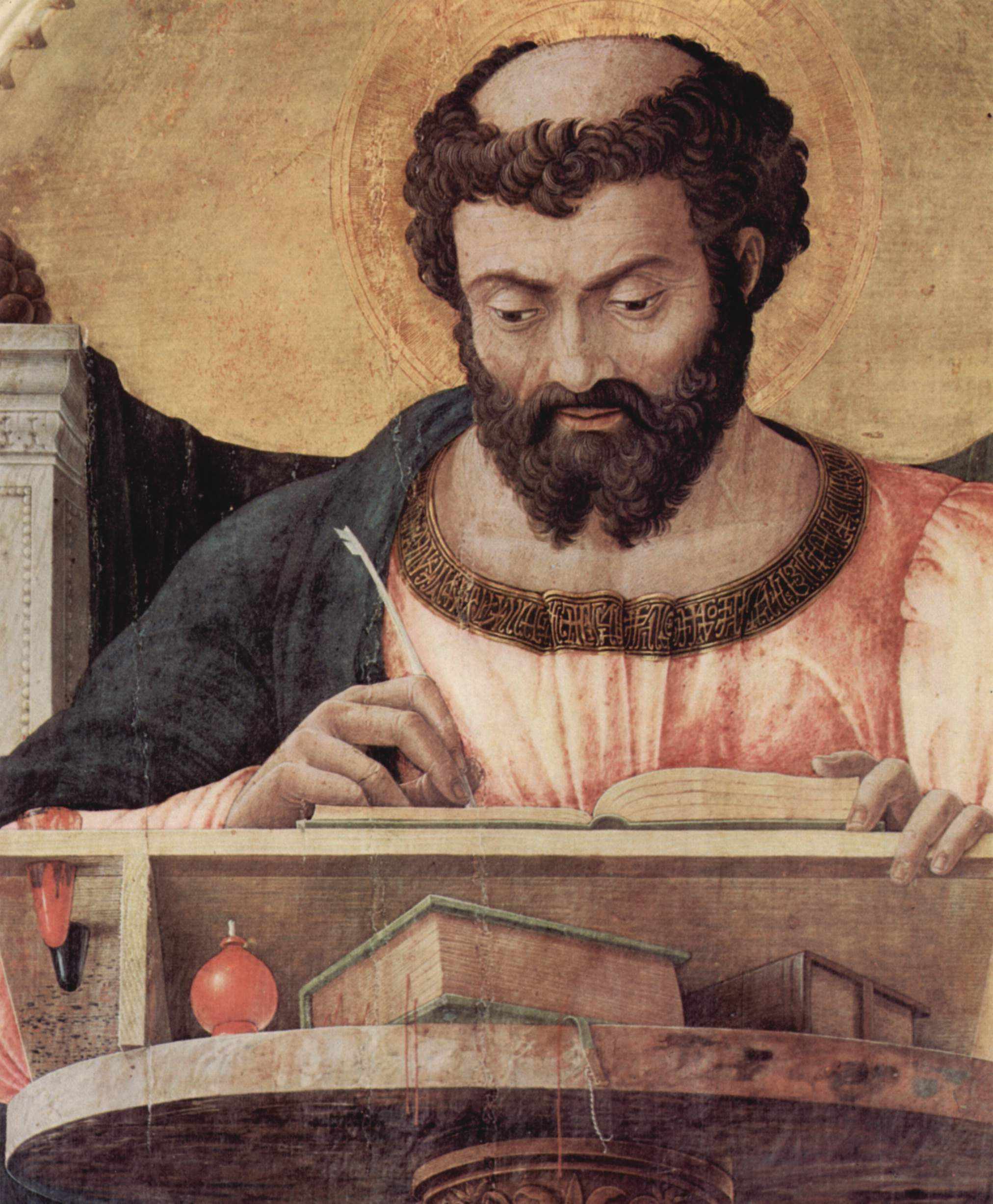
لوقا الإنجيلي، شفيع الأطباء في الثقافة المسيحية.

### الأطباء
بحسب التقاليد الكاثوليكية هناك عدد من القديسين شفعاء للأطباء، أهمهم لوقا الإنجيلي وقد كان طبيب ومن تلاميذ يسوع، فضلًا عن القديسين كوزماس وداميان وهم أطباء من سوريا عاشوا في القرن الثالث. ويعتبر رئيس الملائكة رافائيل أيضًا شفيع الأطباء.

### الجراحين
بحسب التقاليد والثقافة الكاثوليكية هناك عدد من القديسين شفعاء للأطباء الجراحة منهم لوقا الإنجيلي، القديسين كوزماس وداميان، والقديس كوينتين وهو جرّاح من فرنسا، والقديس فوليان من أيرلندا، والقديس روش من فرنسا.

### الممرضات
بحسب التقاليد الكاثوليكية هناك مجموعة من القديسات اللواتي يتعتبرنّ رعاة التمريض منهم: القديسة أغاتا، القديسة ألكسيوس، كاترينا الإسكندرانية، كاترينا من سيينا، القديسة مارغريت من أنطاكية، وغيرهم.

## إنتقادات وقضايا جدليّة

### الإجهاض
تواجه الأخلاقيات الطبيّة التي تعتمدها الكنيسة عدد من الانتقادات خاصًة فيما يخصّ الإجهاض، فمنذ نشوؤها اتخذت المسيحية موقفًا معارضًا للإجهاض، مع أنه لا يوجد أي ذكر له في الكتاب المقدس، إلا أن العقائد أدرجته ضمن فعل القتل المنهي عنه في الوصايا العشر. ويشمل تجريم الإجهاض بدءًا من اللحظة الأولى للتخصيب. أي أنه وبمفهوم الكنيسة العَقدي فإن الجنين يتمتع بكامل حقوق الحياة. لا يزال هذا الموقف، موقف غالبية الطوائف المسيحية وتشجع على الإنجاب، تاركة أيّاه لتقدير الزوجين، وتراه «هبة إلهية».
حتى القرن التاسع عشر كانت غالبية الدول ذات الأكثرية المسيحية لا تسمح بإجراء عمليات إجهاض، غير أنه ومع تكاثر انتشار الظاهرة تزامنًا مع فصل الدين عن الدولة، أخذت القوانين المؤيدة له تنتشر في العالم الغربي، إلا أن ذلك لم يطوِ الجدل حول هذه القضية. وتعارض الكنيسة الكاثوليكية، والكنيسة الأرثوذكسية الشرقية، ومعظم البروتستانت الإنجيليين الإجهاض المتعمد الغير أخلاقي، في حين يُسمح ما يطلق عليه أحياناً الإجهاض غير المباشر، أي العمل الذي لا يسعى إلى وفاة الجنين كنهاية أو وسيلة ولكن يتبعها الموت كأثر جانبي.

### القتل الرحيم
في الآونة الأخيرة أثارت قضايا مثل الإستنساخ، والقتل الرحيم، والخلايا الجذعية، وتنظيم النسل جدلًا وانتقادات في علاقة المسيحية مع الطب. حيث ترفض الجماعات المسيحية القتل الرحيم استنادًا إلى فهمها الديني أنه من الواجب «أن تحترم حياة الإنسان من لحظة الحمل وحتى لحظة الوفاة الطبيعية»، وبالتالي فإن المساعدة على القتل والتخلّص من المعوقين والمرضى والنازعين أو القتل الرحيم، وقطع الأعضاء، والإجهاض، والانتحار، والإدمان، والعنف ضد الجسد البشري، وعدم احترام جسد الميت، يعتبر خرقًا للوصية الخامسة (الخامسة حسب الكاثوليكية والسادسة حسب بعض الطوائف الأخرى) وأعمالاً ضد العقيدة، وضد الله نفسه حسب المعتقدات المسيحية.

### وسائل منع الحمل
أثار معارضة الكنيسة الرومانية الكاثوليكية استعمال الواقي الذكري واستخدام بين الازواج من جنسين مختلفين جدلاً، حيث وفقاً للكنيسة الواقي الذكري هو شكل اصطناعي من وسائل منع الحمل التي لا تعتمد على وظائف الجسم (وبالتالي أيضاً ضد إرادة الله) نفسه ما إذا كان الحمل سيحدث أم لا، وتعتقد الكنيسة أن الواقي الذكي يخدم أيضاً ضمنياً وبشكل غير مبرر لتشجيع النشاط الجنسي خارج نطاق الزواج أو المثلية الجنسية (واللجوء إلى الإجهاض في حالة فشل الواقي الذكري). ولذلك فإن الكنيسة روجت لمفهوم العفة كما السبيل الوحيد القابل للتطبيق من الناحية الأخلاقية لنختلف مع هذا الموقف. في عام 2005 أدرج البابا عدة طرق لمكافحة الإيدز منها، العفة والإخلاص في الزواج ومحاربة الفقر؛ غير أنه رفض استخدام الواقي الذكري، فهو بحسب رأي البابا لا يؤدي إلى حل المشكلة بل يؤدي إلى تفاقمها . وكان البابا يوحنا بولس الثاني بدوره قد رفض استعمال الواقي الذكري كالحل الأمثل للحد من انتشار المرض. مجلة التايم ذكرت عام 2006 أن الفاتيكان قد يصدر وثيقة تقبل استعمال الواقي الذكري بشكل مشروط. وتعارض أيضاً الكنيسة الأرثوذكسية الشرقية السماح باستعمال الواقي الذكري والمثلية الجنسية.

### المثلية الجنسية
أغلبية الطوائف المسيحية ترى أن الممارسة الجنسية المثلية ممارسة غير اخلاقية وخطيئة. وهذه الطوائف تشمل الكنيسة الكاثوليكية، والكنائس الأرثوذكسية المشرقية والشرقية، وغالبية الكنائس البروتستانتية منها الكنيسة الميثودية، والكنائس الكالفينية والمشيخية، ومعظم الكنائس اللوثرية، والكنائس المعمدانية، والكنائس الخمسينية، والكنيسة المورافية، تدين المثلية الجنسية، وتنظر إلى الممارسة الجنسية المثلية على أنها خطيئة. طوائف مسيحية أخرى مثل السبتيون والمورمون وشهود يهوه تعتبر أيضًا النشاط الجنسي المثلي خطيئة وترفض عضوية المثليين فيها. بعض الطوائف البروتستانتية الاصولية تتخذ مواقف متطرفة ضد المثليين جنسيًا، وقد فسرت هذه الطوائف مقاطع من العهد القديم إلى القول بأن لابد من معاقبة المثليون جنسيًا بالموت، ولقد صور الإيدز من قبل بعض رجال الدين البروتستانت مثل فريد فيلبس، وجيري فالويل عقابًا من الله ضد المثليين جنسيًا. وتتخذ الكنيسة الروسية الأرثوذكسية موقف متشدد ضد العلاقات المثلية إذ دعت الكنيسة الإرثوذكسية الروسية إلى استفتاء على منع العلاقات المثلية قبيل انطلاق دورة الألعاب الأولمبية الشتوية في روسيا. كما وتُدين الكنيسة القبطية الأرثوذكسية المثلية الجنسية وتنظر اليها على أنها شذوذ وخطيئة، يذكر أنه في عام 2003 أصدر المجمع المقدس للكنيسة القبطية الأرثوذكسية بيانًا يرفض ويدين المثلية الجنسية. كما وترفض الكنائس الأرثوذكسية الشرقية منح الأسرار المقدسة للأشخاص الذين يسعون إلى تبرير النشاط المثلي الجنس.
تنتقد الحركات المطالبة لحقوق المثليين موقف المسيحية من المثلية الجنسية وتعتبره تحيز ضدها. وترى ان المسيحية كان لها دور في معاداة المثليين جنسيًا إذ أن المجتمعات الغربية كانت متسامحة مع المثليين قبل انتشار واعتماد المسيحية كديانة رسمية وتجريم المسيحية للمثلية الجنسية فيما بعد. كما انتقدت مجتمعات المثليين الجنسييين دور الكنائس الإنجيلية في سن القانون الذي يعاقب اولئك الذين يثبت قيامهم بممارسات مثلية جنسية بالسجن المؤبد في أوغندا، والذي يجرم أيضاً كل من لا يخبر السلطات عن «المثليين». حيث سنّ القانون إلى تأثير الحركات الإنجيلية والخمسينية ذات النفوذ السياسي والاجتماعي والمناهضة للمثلية الجنسية والتي تنظر لها بأنها خطيئة وعمل غير أخلاقي.